# Victor Tamba-Tamba
 (janvier 2020).
Si vous disposez d'ouvrages ou d'articles de référence ou si vous connaissez des sites web de qualité traitant du thème abordé ici, merci de compléter l'article en donnant les références utiles à sa vérifiabilité et en les liant à la section « Notes et références ».
 (janvier 2020).
Victor Tamba-Tamba est un homme politique congolais. Il a été médiateur pour la République du Congo sous la présidence de Pascal Lissouba.

## Biographie
Victor Tamba-Tamba est un homme politique de la République du Congo. Formé à l’École nationale d’administration — qu’il dirigera plus tard — il entre au gouvernement à la fin des années 1970 et occupe successivement les portefeuilles des Transports, des Postes et Télécommunications, de la Construction et de l’Urbanisme, de la Justice puis du Travail. Le 2 septembre 1996, sous la présidence de Pascal Lissouba, il est promu ministre d’État chargé des Transports dans le cabinet de Charles-David Ganao. 
Lorsque la guerre civile de 1997 renverse Lissouba, Tamba-Tamba s’exile près d’une décennie, installant avec d’autres fidèles des bases de repli en République centrafricaine pour tenter de résister au nouveau régime de Denis Sassou-Nguesso. De retour à Brazzaville en 2007 grâce à des garanties de sécurité, il est élu député et préside la commission parlementaire ad hoc pour la paix, avant de rejoindre en 2015 le Congrès africain pour le progrès (CAP). 